# Décès en novembre 1951
Décès
- 1947
- 1948
- 1949
- 1950
- 1951
- 1952
- 1953
- 1954
- 1955

Pour une information complémentaire, voir la page d'aide.

| Date        | Nom            | Pays                   | Activités              | Âge | Source               |
| ----------- | -------------- | ---------------------- | ---------------------- | --- | -------------------- |
| 3 novembre  | Louis Piérard  | Drapeau de la Belgique | Homme politique belge. | 65  |                      |
| 21 novembre | Jean Trescases | France                 | Militaire Français.    | 35  | Site du Gouvernement |